# Saison 1992-1993 de la LAH
Saison précédente Saison suivante
La saison 1992-1993 de la Ligue américaine de hockey est la 57e saison de la ligue au cours de laquelle seize équipes jouent chacune 80 matchs de saison régulière. Les Oilers du Cap-Breton remportent la coupe Calder.

## Changements de franchises
- Les Mariners du Maine déménagent à Providence et deviennent les Bruins de Providence.
- Les Nighthawks de New Haven sont renommés en Senators de New Haven.
- Les Canucks de Hamilton se joignent à la ligue et intègrent la division Sud.

## Saison régulière

### Classement
| Clt   | Équipe                    | PJ | V  | D  | N  | BP  | BC  | Pts |
| ----- | ------------------------- | -- | -- | -- | -- | --- | --- | --- |
| +001, | Maple Leafs de Saint-Jean | 80 | 41 | 26 | 13 | 351 | 308 | 95  |
| +002, | Canadiens de Fredericton  | 80 | 38 | 31 | 11 | 314 | 278 | 87  |
| +003, | Oilers du Cap-Breton      | 80 | 36 | 32 | 12 | 356 | 336 | 84  |
| +004, | Hawks de Moncton          | 80 | 31 | 33 | 16 | 292 | 306 | 78  |
| +005, | Citadels d'Halifax        | 80 | 33 | 37 | 10 | 312 | 348 | 76  |

| Clt   | Équipe                        | PJ | V  | D  | N  | BP  | BC  | Pts |
| ----- | ----------------------------- | -- | -- | -- | -- | --- | --- | --- |
| +001, | Bruins de Providence          | 80 | 46 | 32 | 2  | 384 | 348 | 94  |
| +002, | Red Wings de l'Adirondack     | 80 | 36 | 35 | 9  | 331 | 308 | 81  |
| +003, | Islanders de Capital District | 80 | 34 | 34 | 12 | 280 | 285 | 80  |
| +004, | Indians de Springfield        | 80 | 25 | 41 | 14 | 282 | 336 | 64  |
| +005, | Senators de New Haven         | 80 | 22 | 47 | 11 | 262 | 343 | 55  |

| Clt   | Équipe                 | PJ | V  | D  | N  | BP  | BC  | Pts |
| ----- | ---------------------- | -- | -- | -- | -- | --- | --- | --- |
| +001, | Rangers de Binghamton  | 80 | 57 | 13 | 10 | 392 | 246 | 124 |
| +002, | Americans de Rochester | 80 | 40 | 33 | 7  | 348 | 332 | 87  |
| +003, | Devils d'Utica         | 80 | 33 | 36 | 11 | 325 | 354 | 77  |
| +004, | Skipjacks de Baltimore | 80 | 28 | 40 | 12 | 318 | 353 | 68  |
| +005, | Bears de Hershey       | 80 | 27 | 41 | 12 | 316 | 339 | 66  |
| +006, | Canucks de Hamilton    | 80 | 29 | 45 | 6  | 284 | 327 | 64  |

- En gras : qualifiés pour les séries

### Meilleurs pointeurs
| Joueur           | Équipe                        | PJ | B  | A  | Pts | Pun |
| ---------------- | ----------------------------- | -- | -- | -- | --- | --- |
| Don Biggs        | Rangers de Binghamton         | 78 | 54 | 84 | 138 | 112 |
| Iain Fraser      | Islanders de Capital District | 74 | 41 | 69 | 110 | 16  |
| Tim Tookey       | Bears de Hershey              | 80 | 38 | 70 | 108 | 63  |
| Chris Tancill    | Red Wings de l'Adirondack     | 68 | 59 | 43 | 102 | 62  |
| Peter Ciavaglia  | Americans de Rochester        | 64 | 35 | 67 | 102 | 32  |
| Brian McReynolds | Rangers de Binghamton         | 79 | 30 | 70 | 100 | 88  |
| Dan Currie       | Oilers du Cap-Breton          | 75 | 57 | 41 | 98  | 73  |
| Tim Sweeney      | Bruins de Providence          | 60 | 41 | 55 | 96  | 32  |
| Yanic Perreault  | Maple Leafs de Saint-Jean     | 79 | 49 | 46 | 95  | 56  |
| Craig Duncanson  | Rangers de Binghamton         | 69 | 35 | 59 | 94  | 126 |

## Séries éliminatoires
Bill McDougall, joueur des Oilers du Cap-Breton, inscrit 26 buts et 26 aides pour un total de 52 points en seulement 16 matchs de séries. Il établit ainsi un record de la LAH avec 3,25 points de moyenne par match.
Les séries sont organisées ainsi :
- Les quatre premières équipes de chaque division sont qualifiées. La première rencontre la quatrième et la deuxième affronte la troisième au meilleur des sept matchs. Les vainqueurs s'affrontent à nouveau au meilleur des sept matchs.
- Parmi les trois équipes gagnantes, celle qui a obtenu le plus de points en saison régulière est qualifiée directement pour la finale de la coupe Calder pendant que les deux autres s'affrontent au meilleur des trois matchs pour le gain de la deuxième place de finaliste.
- La finale se joue au meilleur des sept matchs[4].

### 1eret2etours

#### Division Atlantique
|  | Demi-finales | Demi-finales | Demi-finales | Demi-finales |            |            | Finale | Finale | Finale | Finale |
|  |              |              |              |              |            |            |        |        |        |        |
|  |              |              |              |              |            |            |        |        |        |        |
|  | Saint-Jean   | Saint-Jean   | 4            | 4            |            |            |        |        |        |        |
|  | Saint-Jean   | Saint-Jean   | 4            | 4            |            |            |        |        |        |        |
|  | Moncton      | Moncton      | 1            | 1            |            |            |        |        |        |        |
|  | Moncton      | Moncton      | 1            | 1            | Saint-Jean | Saint-Jean | 0      | 0      |        |        |
|  |              |              |              |              | Saint-Jean | Saint-Jean | 0      | 0      |        |        |
|  |              |              | Cap-Breton   | Cap-Breton   | 4          | 4          |        |        |        |        |
|  | Fredericton  | Fredericton  | Cap-Breton   | Cap-Breton   | 4          | 4          | 1      | 1      |        |        |
|  | Fredericton  | Fredericton  |              |              |            |            |        | 1      |        |        |
|  | Cap-Breton   | Cap-Breton   | 4            | 4            |            |            |        |        |        |        |
|  | Cap-Breton   | Cap-Breton   | 4            | 4            |            |            |        |        |        |        |

#### Division Nord
|  | Demi-finales     | Demi-finales     | Demi-finales | Demi-finales |             |             | Finale | Finale | Finale | Finale |
|  |                  |                  |              |              |             |             |        |        |        |        |
|  |                  |                  |              |              |             |             |        |        |        |        |
|  | Providence       | Providence       | 2            | 2            |             |             |        |        |        |        |
|  | Providence       | Providence       | 2            | 2            |             |             |        |        |        |        |
|  | Springfield      | Springfield      | 4            | 4            |             |             |        |        |        |        |
|  | Springfield      | Springfield      | 4            | 4            | Springfield | Springfield | 4      | 4      |        |        |
|  |                  |                  |              |              | Springfield | Springfield | 4      | 4      |        |        |
|  |                  |                  | Adirondack   | Adirondack   | 3           | 3           |        |        |        |        |
|  | Adirondack       | Adirondack       | Adirondack   | Adirondack   | 3           | 3           | 4      | 4      |        |        |
|  | Adirondack       | Adirondack       |              |              |             |             |        | 4      |        |        |
|  | Capital District | Capital District | 0            | 0            |             |             |        |        |        |        |
|  | Capital District | Capital District | 0            | 0            |             |             |        |        |        |        |

#### Division Sud
|  | Demi-finales | Demi-finales | Demi-finales | Demi-finales |            |            | Finale | Finale | Finale | Finale |
|  |              |              |              |              |            |            |        |        |        |        |
|  |              |              |              |              |            |            |        |        |        |        |
|  | Binghamton   | Binghamton   | 4            | 4            |            |            |        |        |        |        |
|  | Binghamton   | Binghamton   | 4            | 4            |            |            |        |        |        |        |
|  | Baltimore    | Baltimore    | 3            | 3            |            |            |        |        |        |        |
|  | Baltimore    | Baltimore    | 3            | 3            | Binghamton | Binghamton | 3      | 3      |        |        |
|  |              |              |              |              | Binghamton | Binghamton | 3      | 3      |        |        |
|  |              |              | Rochester    | Rochester    | 4          | 4          |        |        |        |        |
|  | Rochester    | Rochester    | Rochester    | Rochester    | 4          | 4          | 4      | 4      |        |        |
|  | Rochester    | Rochester    |              |              |            |            |        | 4      |        |        |
|  | Utica        | Utica        | 1            | 1            |            |            |        |        |        |        |
|  | Utica        | Utica        | 1            | 1            |            |            |        |        |        |        |

### Demi-finales et finale de la Coupe Calder
|  | Demi-finales | Demi-finales | Demi-finales | Demi-finales |   |   | Finale | Finale | Finale | Finale |
|  |              |              |              |              |   |   |        |        |        |        |
|  |              |              |              |              |   |   |        |        |        |        |
|  |              |              |              |              |   |   |        |        |        |        |
|  |              |              |              |              |   |   |        |        |        |        |
|  |              |              |              |              |   |   |        |        |        |        |
|  | Rochester    | Rochester    | 1            | 1            |   |   |        |        |        |        |
|  | Rochester    | Rochester    | 1            | 1            |   |   |        |        |        |        |
|  |              |              | Cap-Breton   | Cap-Breton   | 4 | 4 |        |        |        |        |
|  | Cap-Breton   | Cap-Breton   | Cap-Breton   | Cap-Breton   | 4 | 4 | 2      | 2      |        |        |
|  | Cap-Breton   | Cap-Breton   |              |              |   |   |        | 2      |        |        |
|  | Springfield  | Springfield  | 0            | 0            |   |   |        |        |        |        |
|  | Springfield  | Springfield  | 0            | 0            |   |   |        |        |        |        |

## Trophées

### Trophées collectifs
| Coupe Calder : Vainqueurs des séries                        | Oilers du Cap-Breton   |
| Trophée Richard-F.-Canning : Vainqueurs de la division Nord | Indians de Springfield |
| Trophée Robert-W.-Clarke : Vainqueurs de la division Sud    | Americans de Rochester |
| Trophée F.-G.-« Teddy »-Oke : Champions de la division Nord | Bruins de Providence   |
| Trophée John-D.-Chick : Champions de la division Sud        | Rangers de Binghamton  |

### Trophées individuels
| Trophée Les-Cunningham : Meilleur joueur de la saison                                 | Don Biggs (Rangers de Binghamton)                     |
| Trophée John-B.-Sollenberger : Meilleur pointeur                                      | Don Biggs (Rangers de Binghamton)                     |
| Trophée Dudley-« Red »-Garrett : Meilleure recrue                                     | Corey Hirsch (Rangers de Binghamton)                  |
| Trophée Eddie-Shore : Meilleur défenseur de la saison                                 | Bobby Dollas (Red Wings de l'Adirondack)              |
| Trophée Aldege-« Baz »-Bastien : Meilleur gardien                                     | Corey Hirsch (Rangers de Binghamton)                  |
| Trophée Harry-« Hap »-Holmes : Gardien(s) de l'équipe ayant encaissé le moins de buts | Corey Hirsch et Boris Rousson (Rangers de Binghamton) |
| Trophée Louis-A.-R.-Pieri : Meilleur entraîneur de la saison                          | Marc Crawford (Maple Leafs de Saint-Jean)             |
| Trophée Fred-T.-Hunt : Joueur au meilleur esprit sportif'                             | Tim Tookey (Bears de Hershey)                         |
| Trophée Jack-A.-Butterfield : Meilleur joueur des séries                              | Bill McDougall (Oilers du Cap-Breton)                 |